# Délégation de Douz Sud
Douz Sud est une délégation tunisienne dépendant du gouvernorat de Kébili.
En 2004, elle compte 17 187 habitants dont 8 469 hommes et 8 718 femmes répartis dans 2 866 ménages et 3 053 logements.